# Miedzionikiel

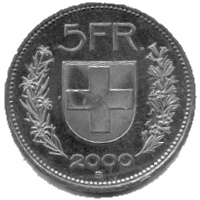
Moneta wykonana z miedzioniklu
(5 franków szwajcarskich)

Miedzionikle – stopy miedzi i niklu, które mogą zawierać także takie dodatki stopowe jak krzem, żelazo, aluminium lub mangan. Charakteryzują się dobrą wytrzymałością, żaroodpornością i odpornością na korozję oraz posiadają dobre własności oporowe. Przykładem takiego stopu jest kuprodur, używany m.in. przy wyrobie skrzyń ogniowych w parowozach.
Miedzionikle dostarczane są jako wyroby po obróbce plastycznej w postaci blach, drutów, prętów, taśm i rur. Składy miedzionikli specyfikuje Polska Norma PN-xx/H-87052.
Miedzionikle dzielą się na:
- Miedzionikle dwuskładnikowe – MN5 (CuNi5), MN19 (CuNi19) i MN25 (CuNi25), stosowane na wyroby specjalne i monety.
- Miedzionikle żelazo-manganowe – MNZ51 (CuNi5FeMn) i MNZ101 (CuNi10FeMn), stosowane na rurociągi dla płynów korozyjnych.
- Miedzionikle manganowo-żelazowe – MNM201 (CuNi20MnFe) i MNM301 (CuNi30MnFe) – instalacje klimatyzacyjne.
- Miedzionikle manganowe – MNM401 (CuNi40Mn) i MNM441 (CuNi44Mn) stosowane na elementy oporowe, termoelementy i elementy lamp próżniowych.
- Miedzionikiel aluminiowy – MNA62 (CuNi6Al2) stosowany na elementy specjalne w przemyśle maszynowym i okrętowym.
- Miedzionikiel krzemowo-manganowy – MNK31 (CuNi3SiMn) stosowany na elementy sprężyste.